# Ordine d'Onore (Bielorussia)
L'Ordine d'Onore è un'onorificenza bielorussa.

## Storia
L'Ordine è stato fondato il 13 aprile 1995 ed è stato assegnato per la prima volta il 24 dicembre 1997.

## Assegnazione
L'Ordine è assegnato ai cittadini:
- per le grandi scoperte nel settore manifatturiero, della ricerca, pubblico, delle attività sociali, culturali, sportive, sociali e altro;
- per il raggiungimento di tassi di produzione elevati del settore agricolo, del servizio delle costruzioni, delle comunicazioni, del commercio, dell'alloggio popolare, dei servizi per i consumatori, dei trasporti e altre aree di lavoro;
- per significativi progressi nelle cure mediche, nell'istruzione e nell'educazione dei bambini e dei giovani preparandoli al lavoro;
- per il raggiungimento di un'elevata produttività, per la migliore qualità del prodotto e per la riduzione del materiale e dei costi di manodopera per la sua fabbricazione;
- per l'introduzione di nuove tecniche, tecnologie, di invenzioni di alto valore e per le proposte di razionalizzazione;
- per lo stato fruttuoso e le attività pubbliche;
- per meriti nello sviluppo delle relazioni economiche, scientifiche, tecnologiche, culturali e di altro tipo tra la Repubblica di Bielorussia e gli altri paesi.

## Insegne
- L'insegna è una stella a quattro punte sovrapposta a un ottaedro. Al centro della stella vi è un bassorilievo raffigurante un uomo e una donna, che tengono la bandiera nazionale della Repubblica di Bielorussia e un covone di grano. La bandiera è smaltata di rosso, verde e bianco. Nella parte inferiore della medaglia vi è un nastro smaltato di blu, che supporta una ramo di alloro e uno quercia che incorniciano la medaglia. L'altezza dell'insegna è di 50 ;mm la larghezza di 46 mm. Il retro ha una superficie liscia.
- Il nastro è giallo con una fascia verde al centro e due fasce rosse ai lati.